# Francisco Javier Ansuátegui
Francisco Javier Ansuátegui Gárate (Elgóibar, Guipúzcoa, 23 de octubre de 1937) es un político español.

## Biografía
Licenciado en Derecho por la Universidad de Valencia, obtuvo plaza de funcionario de la Administración General del Estado.
Su carrera política comienza en tiempo de los Gobiernos de UCD de Adolfo Suárez. En 1976 es designado gobernador civil de Álava, cargos a los que seguirían, hasta 1982, los de gobernador civil en Córdoba y Navarra. Ostentando este último puesto, fue víctima de un atentado terrorista de la banda ETA. Durante su estancia en Córdoba como gobernador civil llamó por teléfono al alcalde, el comunista Julio Anguita "para preguntar con qué permiso me había ausentado del término municipal. Era cierto que se refería a una Ley en vigor, pero yo le hablaba de algo superior: He sido elegido por el pueblo y no nombrado por el gobernador civil le respondí. Yo era un cargo electo y no le debía explicaciones a nadie, salvo al ordenamiento jurídico, la ciudadanía, mi partido y los votantes y desde luego que tampoco al gobernador civil de turno". Fuente: Julio Anguita, Corazón rojo, Madrid, La Esfera de los Libros, 2005, p 63. 
Tras la victoria electoral del PSOE en 1982, retoma su trayectoria profesional en la vida administrativa, prestando servicios en la Dirección General de Protección Civil y, desde 1987, en el Tribunal Económico Administrativo Central.
En 1996, el primer Gobierno de José María Aznar lo nombra Delegado del Gobierno en Navarra. Durante ese tiempo, hubo de enfrentarse, entre otros sucesos, al secuestro y posterior asesinato de Miguel Ángel Blanco.
En 2000 fue nombrado delegado del Gobierno en Madrid, cargo que ocupó hasta la victoria electoral de José Luis Rodríguez Zapatero y tras gestionar, desde su puesto, la crisis de los atentados del 11 de marzo de 2004.